# Terlano

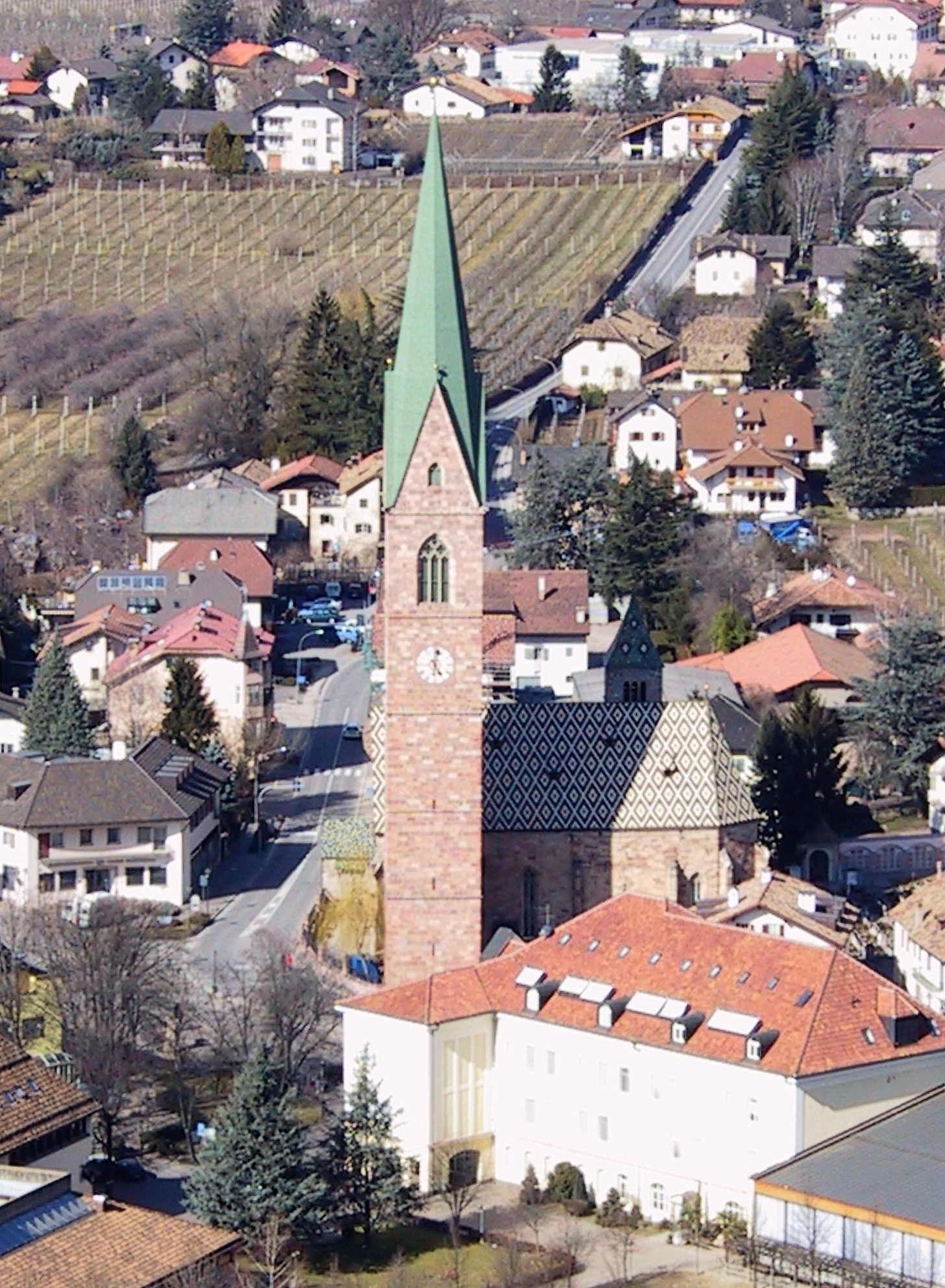
La iglesia.

Localización de Terlano en la Provincia de Bolzano.

Terlano (en alemán Terlan) es un municipio de 3.582 habitantes perteneciente a la Provincia Autónoma de Bolzano. La mayor parte de su población tiene por lengua materna el alemán.
En el censo de 2001, el 86,62% de los habitantes declaró que su lengua materna era el alemán, el 13,09% el italiano y el 0,30% el ladino.

## Geografía
Terlano está situado en la vaguada del Valle del río Adige, en las laderas de la meseta del Salto, a la que está conectado por carretera y por teleférico (Vilpiano-Meltina).
Está comunicado con la cercana capital de provincia (Bolzano) por carretera estatal, la superstrada ME-BO y por ferrocarril.

## Historia
En el centro del municipio se encuentra la iglesia parroquial de Terlano, que conserva unos espléndidos frescos góticos en su interior. Se remontan al siglo XVI y pertenecen a la “Escuela de Bolzano”. El campanario tiene 75 metros de alto y se remonta al siglo VI, aunque fue reconstruido alrededor del año 800.
Algo lejos del centro, una senda lleva al peñón de Maultasch, desde donde se puede disfrutar de una bonita panorámica del valle.
En Settequerce encontramos el castillo de Greifenstein.

## Evolución demográfica
| Gráfica de evolución demográfica de Terlano entre 1921 y 2001                |
|                                                                              |
| Fuente: Istituto Nazionale di Statistica - Elaboración gráfica por Wikipedia |

## Economía
Terlano es conocido por su producción de espárragos, a la que se dedica una feria en primavera, y por sus producciones de vinos blancos, sobre todo el Terlaner.
Pero la actividad agrícola concierne en su mayoría la producción de manzanas; para la transformación de las mismas existen dos cooperativas (una en Terlano y otra en Settequerce).
Entre las instalaciones deportivas, destaca el campo de fútbol y una piscina al aire libre.

## Administración municipal
- Alcalde: desde el 08/05/2005 Klaus Runer
- Teléfono de la centralita del municipio: 0471 257131
- E-mail del municipio: terlano@gvcc.net

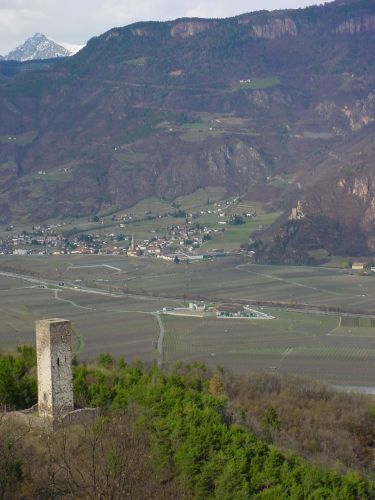
Terlano visto desde el Castillo Hocheppan
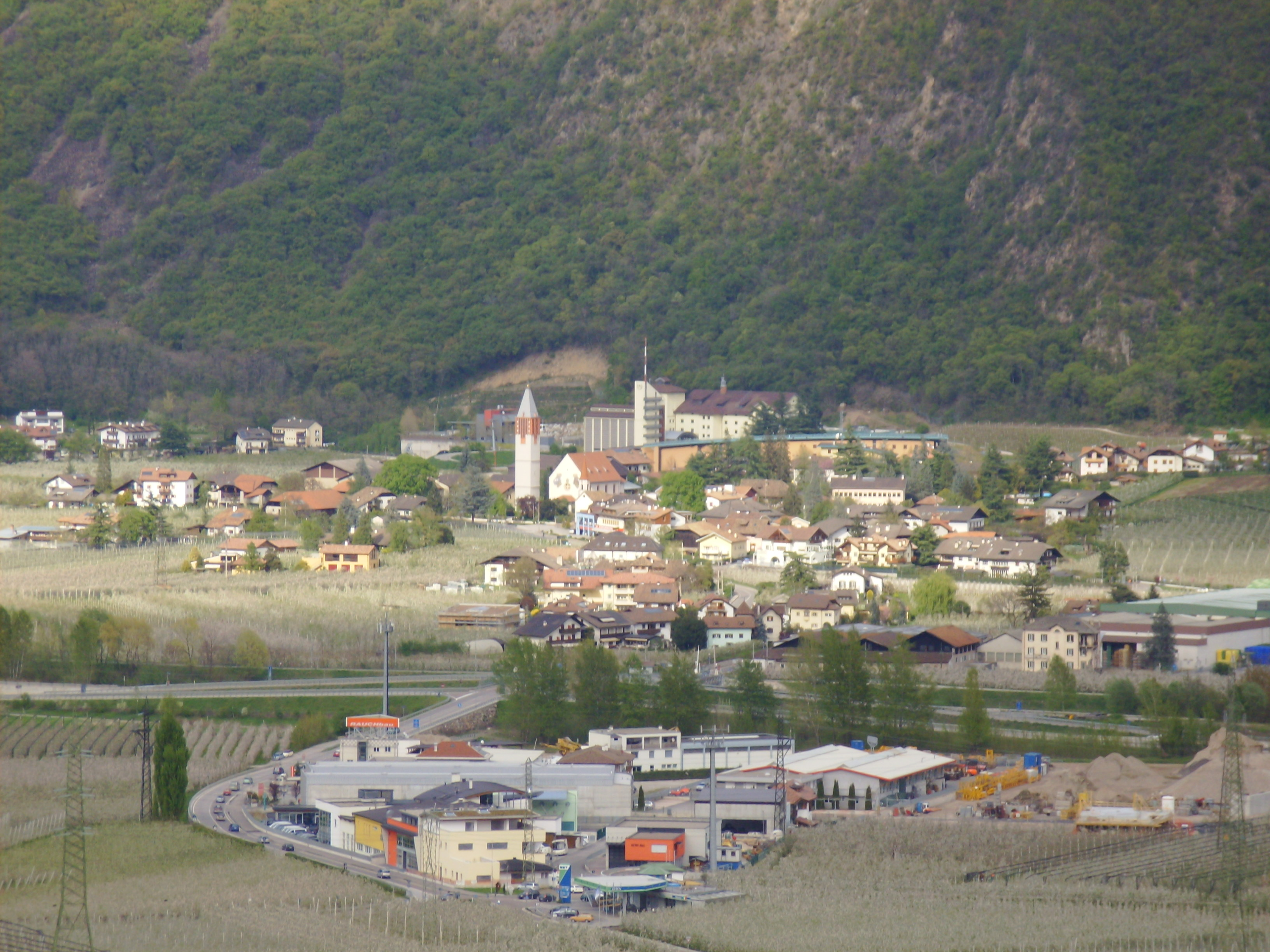
Vilpiano visto desde Nalles